# ICON A5
L'ICON A5 és una aeronau esportiva lleugera amfíbia americana dissenyada i produïda per ICON Aircraft. L'aeronau de concepte va enlairar-se per primera vegada l'any 2008, i, el desembre 2012, es va finalitzar l'utillatge de producció. La primera aeronau de producció va fer el seu primer vol el 7 de juliol de 2014, i va fer el seu debut públic a EAA AirVenture Oshkosh el 27 de juliol de 2014. Un any més tard, a l'AirVenture, va ser temporalment donat al jove grup Young Eagles, tot i que els primers lliuraments oficials a clients de l'A5 no es van fer fins a l'any 2016.

## Disseny

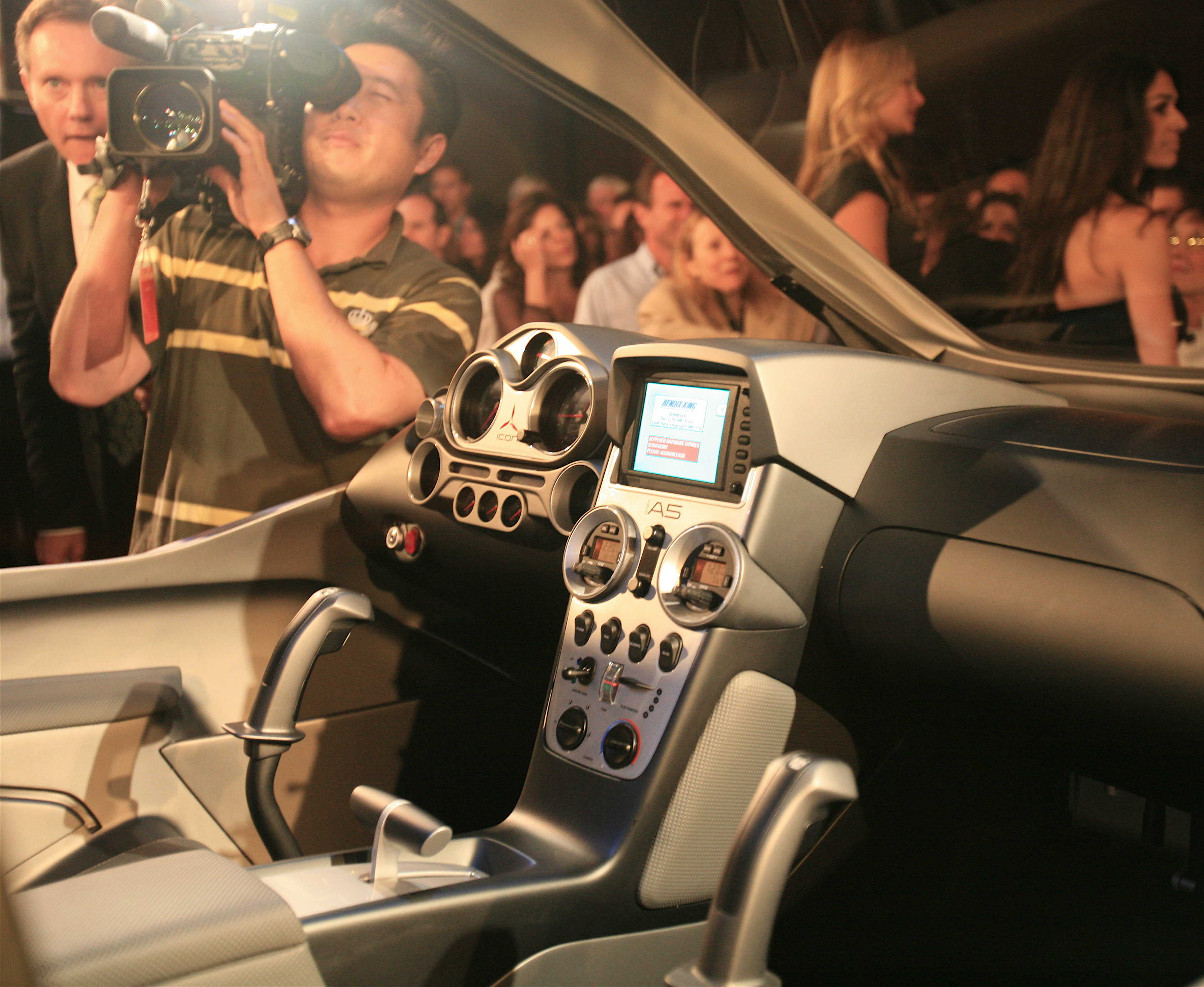
El disseny de la cabina s'assembla a l'interior d'un automòbil.

L'A5 és una hidroavió monoplà d'ala alta tipus amfibi amb una estructura feta de fibra de carboni i tren d'aterratge retràctil. Pot portar dues persones en una cabina tancada de 116,8 cm d'ample i el seu sistema de propulsió és un motor Rotax 912 de 100 HP (75 kW) que fa girar un hèlice de tres pales d'empenta. L'estabilitat hidrodinàmica ve proporcionada per dos flotadors de tipus Dornier que tenen al seu interior el tren d'aterratge principal que, alhora, serveixen de pas per la tripulació i l'equipatge. Les ales poden ser replegades cap endavant per poder transportar l'aeronau per terra i pel seu emmagatzematge. L'equipament instal·lat de fàbrica inclou un indicador d'angle d'atac per millorar la seguretat per evitar l'entrada en pèrdua (stall), una característica que no es troba habitualment en aeronaus d'aviació general. És opcional un paracaigudes acoblat a l'estructura fet per l'empresa Ballistic Recovery System, excepte en les aeronaus A5 registrades als Estats Units on és obligatori portar-lo instal·lat. L'A5 fa servir diferents elements de disseny per tenir una fàcil recuperació si entra en pèrdua.

## Desenvolupament

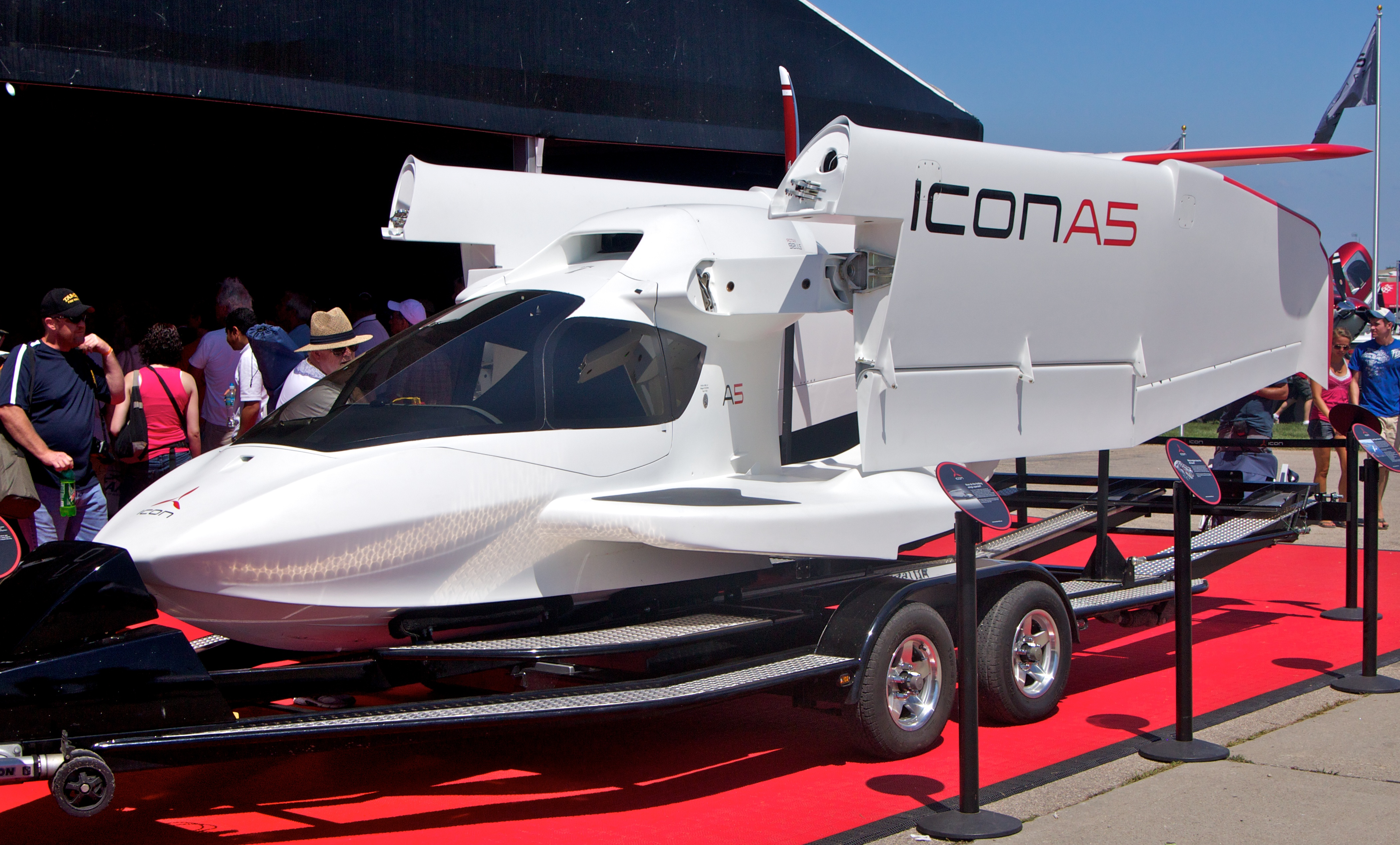
ICON A5 amb les seves ales plegades per transport

ICON Aircraft posa l'A5 en l'àmbit recreatiu al mateix lloc que els vehicles ATV, les motocicletes, les llanxes i les motos de neu en comptes d'altres avions. El fundador d'ICON i antic executiu en cap deKirk Hawkins ha dit de l'aeronau, "no es tracta de la mètrica habitual de velocitat, abast, càrrega útil, altitud i cabines complexes. És tracta més de portar-se allà fora i interactuar amb el teu món". Com a part d'aquest esforç, l'interior de la cabina ha estat dissenyada pels dissenyadors de BMW i l'exterior pel dissenyador de Nissan Randy Rodriguez. El debut als mitjans de comunicació de l'ICON A5 es va fer a la revista Wired i amb la cobertura que va rebre en els mitjans de comunicació va fer la sensació que hi havia interès en l'avió més enllà de la comunitat d'aviació. S'ha informat que el 35% dels clients de l'A5 no són pilots.
Un prototipus va ser construït entre l'any 2007 a 2008, i va fer el seu primer vol el juliol de 2008. El gener de 2009, l'empresa va anunciar la finalització de la primera fase (27 vols) d'un programa de tres fases en què s'incloïa el maneig a l'aigua. El febrer de 2009, el prototipus va entrar a la segona fase de proves per refinar l'aerodinàmica i les qualitat de maneig. El 2011, una ala millorada més resistent a l'entrada en pèrdua per gir es va provar i es va finalitzar la fase el febrer de 2012. El disseny acompleix amb els requeriments de certificat tipus FAR Part 23.
El juliol de 2012, l'empresa va sol·licitar una exempció a les normes per aeronaus lleugeres a la FAA (Administració Federal d'Aviació) per augmentar el pes de l'A5 per sobre del màxim permès a un avió amfibi, arribant fins als 762 kg (1.680 lb). L'empresa va argumentar que era necessària una estructura més pesant per donar-li a l'aeronau les seves característiques per evitar l'entrada en pèrdua. El maig de 2013 la FAA va demanar més detalls en els requisits que necessitava l'ICON A5 per evitar l'entrada en pèrdua, en referència a l'augment de pes. La FAA també va demanar una declaració de l'empresa on s'indiqués que l'aeronau acomplia amb els criteris de resistència a l'entrada en pèrdua necessaris per obtenir un certificació de tipus d'aeronau lleugera. El juliol de 2013 la FAA va aprovar l'augment de pes.
Les noves dates de lliurament dels avions es van ajustar respecte de les estimacions inicials. El juny de 2011, l'empresa va anunciar que va havia aconseguit una inversió addicional de 25 milions de dòlars americans que eren el que "l'empresa necessita per permetre finalitzar les tasques de desenvolupament d'enginyeria i començar la producció -possiblement tan aviat com el proper any [2012]". Per l'agost de 2011, l'empresa va declarar que havia venut fins a 694 A5, més que els 400 venuts inicialment a l'AirVenture de 2009. Una promoció conjunta amb la EAA (Associació d'Aeronaus Experimentals) Young Eagles va obtenir més de 28.000 dòlars pel programa de vol juvenil.
El 6 d'agost de 2012, ICON va anunciar que Cirrus Aircraft produiria els components sintètics de l'estructura pels A5 a les instal·lacions de Grand Forks, Dakota del Nord. Altres parts de l'estructura s'enviarien cap a ICON des de la instal·lació de Tahachapi a California, pel seu acoblament final. L'agost de 2012 es va anunciar que a mitjan 2013 es lliuraria el primer avió de producció de les 850 comandes que l'empresa deia que tenia fins al moment.
El desembre de 2012 el modelatge dels motlles es va iniciar amb els motlles dels estabilitzadors de la cua lliurats a Cirrus el mateix mes. Els motlles de les ales es van lliurar el febrer de 2013.
El 20 de juny de 2013, l'empresa va anunciar que havia aconseguit augmentar el finançament per sobre dels 60 milions de dòlars amb l'arribada d'un nou inversor xinès.
Pel 30 de juliol de 2013, el cost estimat de l'avió es va augmentar fins als 189.000 dòlars, quan el preu original va ser calculat, el 2008, en 139.000 dòlars. L'any 2015 es va tornar a incrementar el preu unitari fins als 247.000 dòlars.

La primera aeronau lliurada a un client va volar el maig de 2015 però els lliuraments no es van poder iniciar fins que la FAA no finalitzés una auditoria de l'empresa que va acabar l'11 de juny de 2015.
El juny 2015 es va anunciar que hi havia 1.250 ordres de producció de l'A5 i s'esperava tenir-ne 500 de construïts per l'any 2017 des de les noves instal·lacions de l'empresa a Vacaville, California
El maig de 2016, l'empresa va anunciar que només 20 aeronaus s'havien completat en comptes del plantejament inicial de 175 i que tota la producció es destinaria a centres d'entrenament. Els lliuraments als clients es van endarrerir fins al 2017, com a molt aviat, per la necessitat de millorar els processos de fabricació. L'empresa també va anunciar que, arran dels problemes que hi havia en l'inici de la producció, acomiadaria a 60 treballadors i rescindiria el contracte amb 90 proveïdors, deixant sense feina a 160 treballadors. El cap executiu Kirk Hawkins va indicar que l'empresa tenia els inversors necessaris per continuar amb les operacions per tot aquell temps abans que l'augment de la producció fes tenir beneficis a la companyia. Al maig l'empresa va informar que havia acabat la producció de 7 aeronaus, amb 11 més parcialment acabades.
El juliol de 2017 la producció en sèrie es va iniciar i es van lliurar 6 avions. La companyia esperava lliurar un total de 15 aeronaus el 2017 i 200 el 2018.
A finals d'octubre de 2017 l'empresa va anunciar un augment dels preus de les aeronaus per 2018. El preu final d'un A5 completament equipat es va incrementar fins al 389.000 dòlars mentre que el preu d'un model bàsic apujaria fins als 269.000 dòlars, tot i que, com a molt d'hora, no podrien ser lliurats fins a l'any 2019. Aquests increments de preu suposaven fins a un 30% d'augment en el model bàsic i de més d'un 50% en el model completament equipat.

### La controvèrsia amb els compradors
Per l'abril de 2016, es va fer públic que els contractes amb els compradors dels A5 tenien molts elements controvertits que no es trobaven habitualment en aquest tipus de contracte. Entre aquests es podia trobar obligacions d'entrenament per als pilots, manteniment, acords de no denúncia, l'obligació de revisar l'estructura a la fàbrica cada 2.000 hores o 10 anys (el que abans passés) i un límit operatiu de 6.000 hores o 30 anys. A més, cada avió aniria equipat amb una càmera i una gravadora per controlar el comportament del pilot que serien propietat de l'empresa però que el manteniment correspondria al titular de l'avió. Els propietaris van haver d'estar d'acord en donar suport a l'empresa i es va requerir als propietaris a acceptar les condicions o enfrontar-se a penalitzacions.
Pel maig de 2016 la companyia va reconèixer que els contractes havien estat un error i van lliurar nous contractes revisats que van esborrar certes clàusules abusives però no totes. Es van mantenir les clàusules de no denúncia, d'entrenament amb supervisió de l'empresa i que les clàusules es traspassaven a futurs propietaris.

## Premis
- Popular Science 2008, 100 millors innovacions de l'any.

- ICON també va ser guardonat en amb premi d'or en Espurna de disseny 2009 i una Distinció de disseny en Design Review anual ID Magazine.
- En els Premis de Disseny IDEA / BusinessWeek 2009, ICON va ser guardonat amb Or en la categoria Disseny de Transport. La competència va incloure a tots els automòbils, motocicletes, embarcacions, i tot altre vehicle de motor dissenyat en 2008.
- I.D. Revisió anual de el disseny 2009.
- Premi d'Or en Transport IDSA International Design Excellence 2009.
  - IDSA International Design Excellence Award People 's Choice Award 2009.
- Wallpaper 2010 "La vida potencial de l'Any" Premi dels jutges.
- Guanyador del Disseny de Producte Red Dot 2010

## Especificacions

### Característiques generals
- Tripulació: 1 pilot

- Capacitat: 1 passatger +1 pilot

- Llargada: 22 ft (6,7 m)

- Amplada: 34.8 ft (10,6 m)
- Altura: 8.1 ft (2,5 m)
- Pes en buit: 1,080 lb (490 kg)
- Pes màxim: 1,510 lb (685 kg)
- Càrrega màxima: 200 kg
- Planta motriu: 1 × motor Rotax 912 ULS de 100 HP (74,5 kW)
- Capacitat de combustible: 76 litres
- Propulsors: Hèlix de tres fulles

### Rendiment
- Velocitat màxima: 105 nusos (120 mph, 192 km/h)
- Rang: 491 milles, 791 km
- Màxima relació d'inclinació: 9/1

### Aviónica
- GPS portàtil amb suport de panell integrat
- Ràdio de comunicació VHF
- Modes A, C & S i transpondedor ADS-B
- Pantalla de vol Garmin G3X Touch (opcional)

## Accidents i incidents
- L'1 d'abril de 2017, un A5 de proves de la companyia va patir un dur aterratge a l'aigua prop del Parc Nacional de Biscayne, Florida que va provocar que s'enfonsés l'avió. Tant el pilot com el passatger no van patir ferides però l'avió es va enfonsar abans que pogués ser remolcat fins a un port. La comanyia va dir que es va produir per un error del pilot.

- El 8 de maig de 2017, un A5 de proves de la companyia es va estavellar a la riba del llac Berryessa, al comtat de Napa, Califòrnia, prop de les instal·lacions de l'empresa. El l'accident van morir dos treballadors d'ICON: l'enginyer en cap i el pilot de proves La Junta Nacional de Seguretat del Transport va determinar que va ser a causa d'un error del pilot sens trobar cap fallida a l'avió.

- Un ICON A5, matrícula N9228A, es va estavellar el 7 de novembre de 2017 prop de la costa de Florida mentre el pilotava el jugador de beisbol retirat Roy Halladay, accident que va ser confirmat pel comtat de Pasco. Es va informa que l'accident va succeir en aigües del golf de Mèxic, a uns 16 quilòmetres de la costa de Saint Petersburg, Florida.